# ГФК Јагодина
 ГФК Јагодина је фудбалски клуб из Јагодине, Србија. Клуб се такмичи у Српскoj лиги Исток, трећем такмичарском нивоу српског фудбала.

## Историја
ФК Трговачки је основан 1967. године, али је престао је са радом после сезоне 1973/74. После паузе од девет година, од сезоне 1983/84, клуб поново почиње са радом, али под именом ФК Морава-промет, да би од сезоне 1985/86. поново вратио првобитно име ФК Трговачки.
У сезони 2002/03, Трговачки је постао члан Поморавске окружне лиге. После 4. сезоне проведене у Окружној лиги, направљен је корак више пласманом у Поморавско-тимочку зону у сезони 2007/08.
Трговачки је у сезони 2010/11. освојио прво место у Поморавско-тимочкој зони и тако прошао у виши ранг, Српску лигу Исток, тада је и званично постао филијала ФК Јагодина. На крају сезоне 2012/2013, клуб због побољшања инфраструктуре мења назив клуба у ФК Табане-Трговачки. Од лета 2014 године, клуб наставља са даљим радом под именом ФК Табане 1970.
Услед избацивања ФК Јагодине из Српске лиге Исток у најнижи ранг због дугова, у јулу 2018, Табане 1970 је решењем Агенције за привредне регистре преименовано у ФК Јагодина Табане. Истог лета у Јагодини је основано фудбалско удружење ГФК Табане.
Јануара 2020. године клуб поново мења име, овога пута у ГФК Јагодина. Под новим именом, освојено је прво место у Српској лиги Исток и обезбеђен пласман у Прву лигу Србије.

## Новији резултати
| Сезона   | Ранг | Лига                    | Позиција | ИГ  | Д  | Н  | П  | ГД | ГП | ГР  | Бод | Куп                  |
| -------- | ---- | ----------------------- | -------- | --- | -- | -- | -- | -- | -- | --- | --- | -------------------- |
| 2007/08. | 4    | Поморавско-Тимочка зона | 11.      | 34  | 13 | 6  | 15 | 43 | 59 | -16 | 45  | Није се квалификовао |
| 2008/09. | 4    | Поморавско-Тимочка зона | 7.       | 34  | 16 | 5  | 13 | 62 | 54 | +8  | 53  | Није се квалификовао |
| 2009/10. | 4    | Поморавско-Тимочка зона | 10.      | 34  | 14 | 6  | 14 | 58 | 49 | +9  | 48  | Није се квалификовао |
| 2010/11. | 4    | Поморавско-Тимочка зона | 1.       | 30  | 16 | 2  | 12 | 51 | 32 | +19 | 50  | Није се квалификовао |
| 2011/12. | 3    | Српска лига Исток       | 12.      | 30  | 11 | 4  | 15 | 35 | 40 | -5  | 37  | Није се квалификовао |
| 2012/13. | 3    | Српска лига Исток       | 12.      | 30  | 11 | 4  | 15 | 49 | 54 | -5  | 37  | Није се квалификовао |
| 2013/14. | 3    | Српска лига Исток       | 5.       | 30  | 12 | 9  | 9  | 42 | 31 | +11 | 45  | Није се квалификовао |
| 2014/15. | 3    | Српска лига Исток       | 7.       | 30  | 13 | 6  | 11 | 40 | 30 | +10 | 45  | Није се квалификовао |
| 2015/16. | 3    | Српска лига Исток       | 2.       | 30  | 19 | 8  | 3  | 67 | 21 | +46 | 65  | Није се квалификовао |
| 2016/17. | 3    | Српска лига Исток       | 11.      | 30  | 10 | 5  | 15 | 51 | 62 | -11 | 35  | Није се квалификовао |
| 2017/18. | 3    | Српска лига Исток       | 14.      | 30  | 7  | 11 | 12 | 43 | 51 | -8  | 32  | Није се квалификовао |
| 2018/19. | 3    | Српска лига Исток       | 4.       | 34  | 19 | 7  | 8  | 53 | 26 | +27 | 61  | Није се квалификовао |
| 2019/20. | 3    | Српска лига Исток       | 1.       | 171 | 12 | 3  | 2  | 32 | 11 | 22  | 39  | Hије се квалификовао |
| 2020/21. | 2    | Прва лига Србије        | 16.      | 34  | 7  | 14 | 13 | 30 | 48 | -18 | 292 | Није се квалификовао |
| 2021/22. | 3    | Српска лига Исток       | 5.       | 28  | 12 | 7  | 9  | 33 | 28 | +5  | 43  | Шеснаестина финала   |
| 2022/23. | 3    | Српска лига Исток       | 9.       | 30  | 12 | 5  | 13 | 44 | 38 | +6  | 41  | Шеснаестина финала   |
| 2023/24. | 3    | Српска лига Исток       | 6.       | 30  | 14 | 6  | 10 | 49 | 37 | +12 | 48  | Hије се квалификовао |

- 1  Сезона прекинута након 17 кола због пандемије Корона вируса
- 2  Одузета 6 бода

## Имена кроз историју
| 1967 - 1974. | ФК Трговачки        |
| 1974 - 1983. | клуб расформиран    |
| 1983 - 1985. | ФК Морава-промет    |
| 1984 - 2013. | ФК Трговачки        |
| 2013 - 2014. | ФК Табане-Трговачки |
| 2014 - 2018. | ФК Табане 1970      |
| 2018 - 2020. | ФК Јагодина Табане  |
| 2020 -       | ГФК Јагодина        |